# Vegaloscorrales
Vegaloscorrales es una localidad del municipio cántabro de San Pedro del Romeral, en España. En el año 2024 tenía una población de 27 habitantes. Se encuentra a 675 m s. n. m., en la parte meridional del municipio, cerca del límite con la provincia de Burgos. Dista 2,6 kilómetros de la capital municipal.